# Jonas Lindgren
Jonas Lindgren es un jinete sueco que compitió en la modalidad de concurso completo. Ganó dos medallas de bronce en el Campeonato Europeo de Concurso Completo de 1957.

## Palmarés internacional
| Campeonato Europeo | Campeonato Europeo     | Campeonato Europeo | Campeonato Europeo |
| Año                | Lugar                  | Medalla            | Categoría          |
| ------------------ | ---------------------- | ------------------ | ------------------ |
| 1957               | Copenhague (Dinamarca) | Medalla de bronce  | Individual         |
| 1957               | Copenhague (Dinamarca) | Medalla de bronce  | Por equipos        |